# Ла-Ринконада
Ла-Ринконада (ісп. La Rinconada) — муніципалітет в Іспанії, у складі автономної спільноти Андалусія, у провінції Севілья. Населення — 36 641 особа (2010).
Муніципалітет розташований на відстані близько 380 км на південний захід від Мадрида, 11 км на північ від Севільї.
На території муніципалітету розташовані такі населені пункти: (дані про населення за 2010 рік)
- Буїтраго: 0 осіб
- Ла-Картуха: 23 особи
- Касабланкілья: 9 осіб
- Ла-Харілья: 479 осіб
- Махалоба: 132 особи
- Ла-Ринконада: 8923 особи
- Сан-Хосе-де-ла-Ринконада: 26357 осіб
- Тарасона: 718 осіб

## Демографія
Динаміка населення (INE ):

## Уродженці
- Анхель Педраса (*1962 — †2011) — відомий у минулому іспанський футболіст, півзахисник, згодом — тренер.

## Галерея зображень

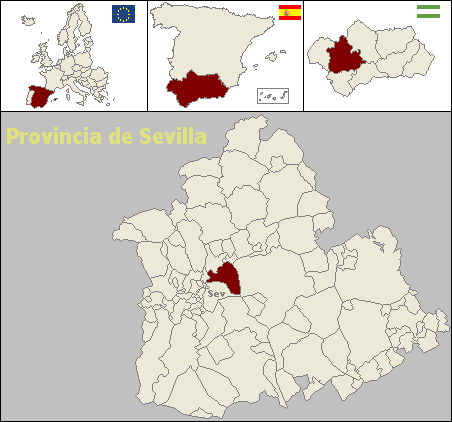
Розташування муніципалітету Ла-Ринконада у провінції Севілья
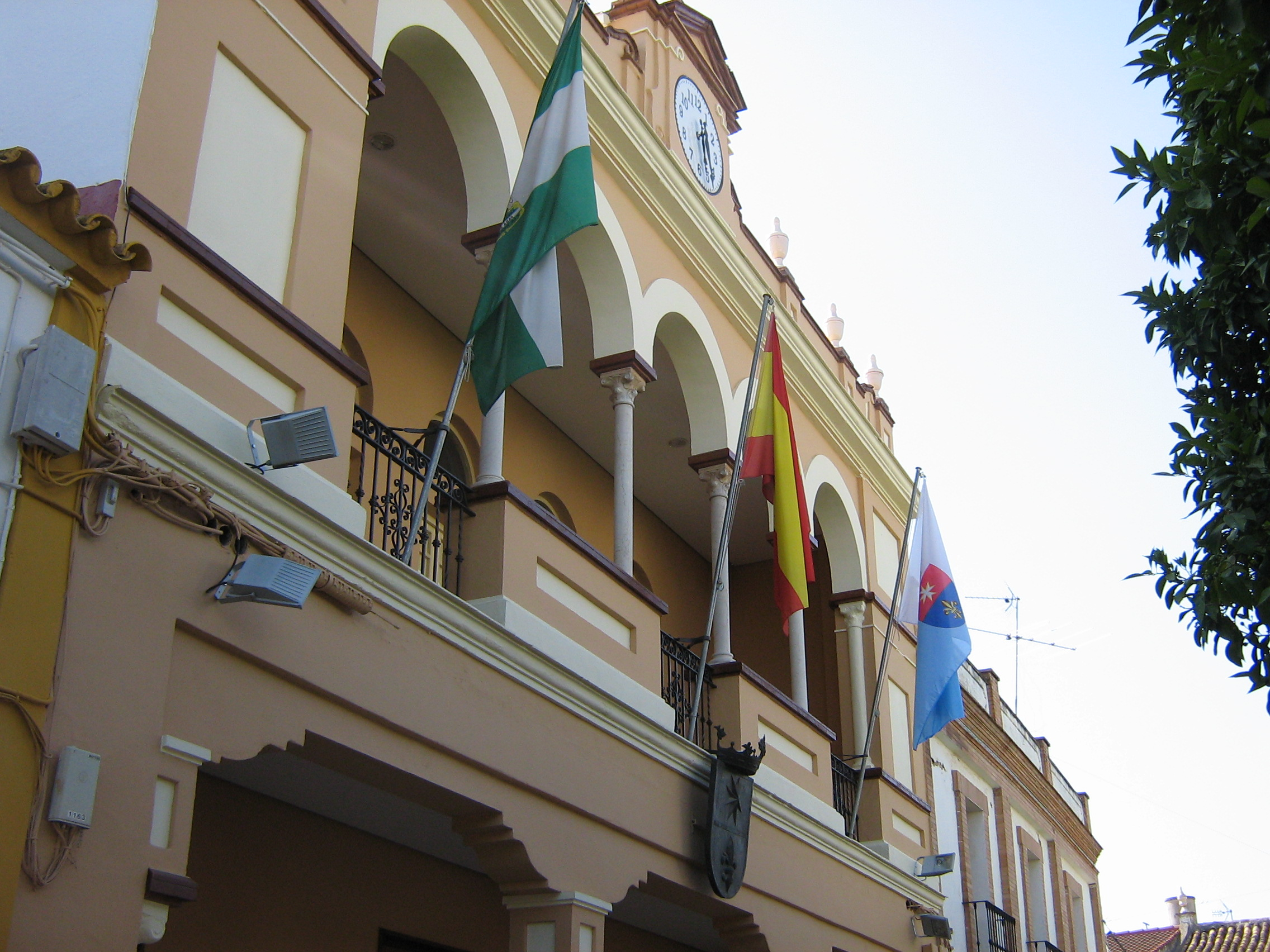
Муніципальна рада
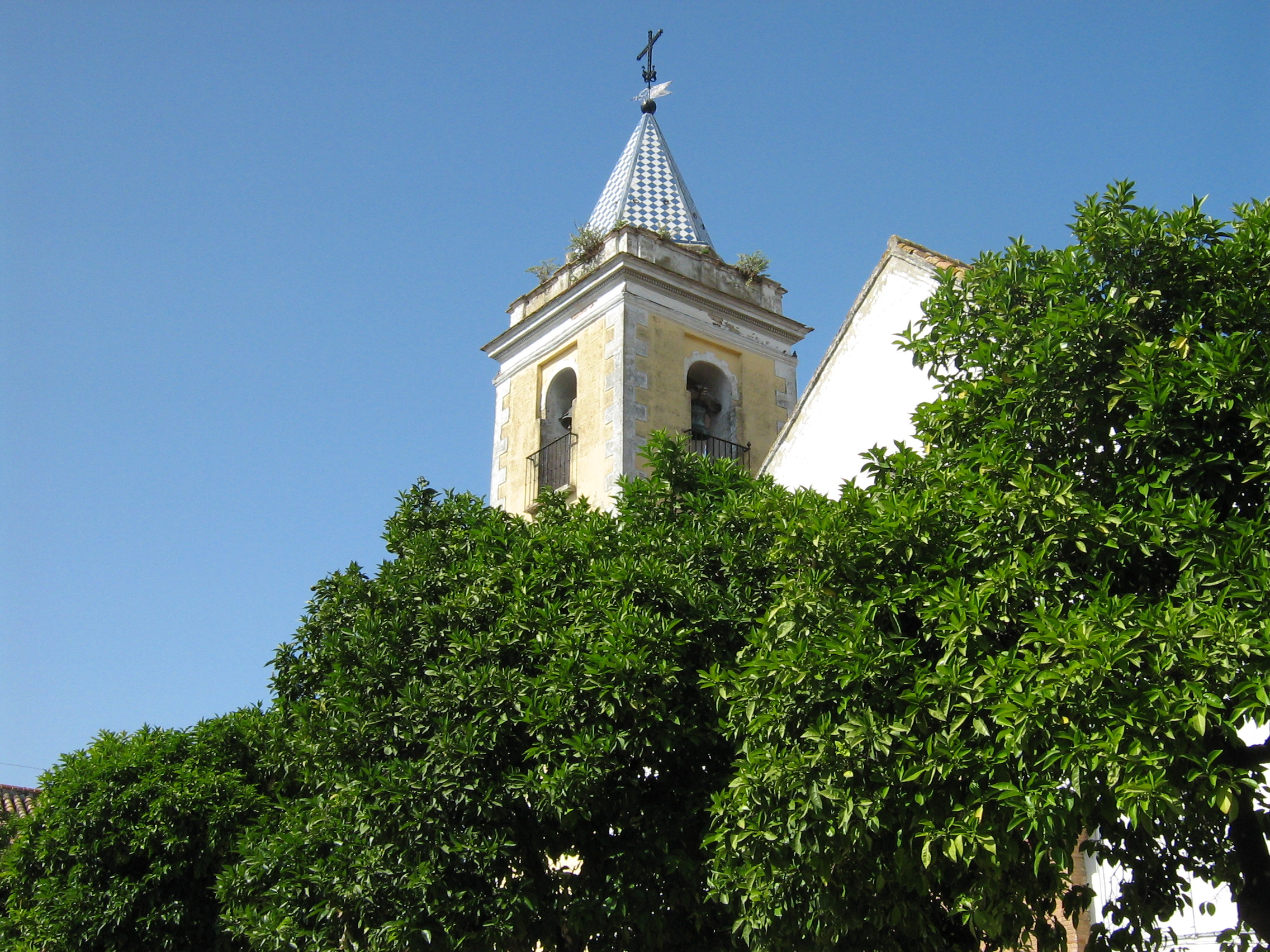
Церква Вірхен-де-лас-Ньєвес